# 1811 في المملكة المتحدة
فيما يلي قوائم الأحداث التي وقعت خلال عام 1811 في المملكة المتحدة.

## ظهور
- 1 يناير – مانسفيلد بارك رواية من تأليف جاين أوستن.

## مواليد

### يناير
- 1 يناير – ألفريد بيرد كيميائي ومصنع أغذية من المملكة المتحدة.[1]
- 1 يناير – توماس بليزارد كورلينج جراح من المملكة المتحدة.[2]
- 1 يناير – ويليام بالمر ثيولوجي من المملكة المتحدة.[3]
- 17 يناير – الإمبراطور نورتون

### فبراير
- 6 فبراير – هنري ليدل[4]
- 24 فبراير – إدوارد ديكنسون بيكر سياسي أمريكي.[5]

### مارس
- 2 مارس – هيو ادوين ستريكلاند[6]

### مايو
- 5 مايو – جون وليام دريبر[7]

### يونيو
- 7 يونيو – جيمس يانج سيمبسون[8]

### يوليو
- 11 يوليو – وليام روبرت جروف[9]

## وفيات

### فبراير
- 9 فبراير – نيفيل ماسكيلين (مواليد 1732)[10]

### أبريل
- 5 أبريل – روبرت رايكس (مواليد 1736)
- 26 أبريل – جون فريزر (مواليد 1750) عالم نبات من المملكة المتحدة.